# ثيليا سانشيث راموس
ثيليا سانشيث راموس (سرقسطة، 1959) هي صيدلانية وباحثة إسبانية متخصصة في مجال حماية البصر والوقاية منه. حاصلة على دكتوراه في مجال الطب الوقائي والصحة العامة من جامعة كمبلوتنسي بمدريد (UCM) ودكتوراه في علوم الرؤية من جامعة مدريد الأوروبية. حاصلة على شهادة في الصيدلة ودبلوم في البصريات وقياس البصر. وفي عام 2012، حصلت على الدكتوراه الفخرية من جامعة مينينديث بيلايو الدولية لدعمها في ترجمة المعرفة العلمية إلى المجتمع.

## السيرة الذاتية
ثيليا سانشيث راموس هي طبيبة صيدلة في مجال الطب الوقائي منذ عام 1994 بالإضافة إلى كونها خبيرة معترف بها في مجال البصريات وقياس البصر. وهي أستاذة متفرغة في البصريات الفسيولوجية والإدراك البصري في جامعة كومبلوتنسي بمدريد. وفي عام 2010 حصلت على الدكتوراه الثانية في علوم الرؤية من الجامعة الأوروبية. وفي عام 2012 حصلت على الدكتوراه الفخرية من جامعة مينينديز بيلايو الدولية لدعمها في ترجمة المعرفة العلمية إلى المجتمع.
طورت نشاطها التدريسي منذ عام 1986 في جامعة كومبلوتنسي بمدريد في دراسات الدبلوم، ودرجات البكالوريوس (البصريات الفسيولوجية، والإدراك البصري)، ودرجات الماجستير (الحماية العصبية، والأساليب والتقنيات النفسية الفيزيائية والكهربية، وطرق البحث في الرؤية) وفي برامج الدكتوراه (الطب والعلوم الفيزيائية والبصريات). بالإضافة إلى ذلك، قامت منذ عام 2006 بتوجيه دورات تدريبية مستمرة لخبراء الجامعة فيما يتعلق بدراسات الجوانب المختلفة للرؤية. عززت وخططت وطورت مشاريع الابتكار التعليمي على المستوى الوطني والدولي. عملت مديرة لقسم البصريات والرؤية.